# Sinia fatma
Sinia fatma är en fjärilsart som beskrevs av Charles Oberthür 1890. Sinia fatma ingår i släktet Sinia och familjen juvelvingar. Inga underarter finns listade i Catalogue of Life.